# 長崎アンナ
長崎 アンナ（ながさき あんな）は、日本の歌手、花嫁モデル、女優。初音ミクの公認コスプレで著名。性同一性障害の講演会でも活躍し、2017年から一般社団法人「LGB.T」代表。トランスジェンダー用下着「UNILALE」もプロデュースした。トランスジェンダーで、男性歌手時代の芸名はKEITA。性別移行後の2010年からは麻倉 ケイトとして活動し、2021年現在は改名して長崎アンナとして活動。身長182cm、歌う時は男声と女声を使い分ける。滋賀医科大学公認アイドルや滋賀県「健康しが大使」も歴任した。

## 来歴・人物

### 生い立ち
4月14日生まれ。奈良県桜井市出身。3歳の頃にマイケル・ジャクソンのビデオを見て、ダンスに興味を持つ。保育所や幼稚園の頃から性別に違和感を感じ、小学校の2年生頃から「心は女性」と感じるようになる。小学生の頃からダンス教室に通い、男性としての葛藤をダンスで紛らわせていた。

### 歌手の道へ、KEITA時代
高校卒業後は家を出て、バックダンサーなどで活動する。目立ちたがり屋だったことやステージで化粧も自由にできるということから歌手を目指すことになり、1999年からレインボーミュージックに所属。なお、20歳で女性化乳房になり、この際にXXY染色体を持つインターセクシャルであることが分かっている。
2002年からはビジュアル系の男性歌手「KEITA」として活動。2003年には第6回上海アジア音楽祭優秀新人賞を受賞する。この間、人気とともに男性歌手として過ごすことへの葛藤から自傷行為を起こしたりもするが、事務所所長に支えられる。2007年には「24時間テレビ 「愛は地球を救う」」に出演し、自分の悩みや理想を曲にして歌う。1000人に及ぶ多くのファンレターをもらったことから幾分前向きになり、カミングアウトも考えるようになる。

### カミングアウト、朝倉ケイトとして
その後もなかなかカミングアウトできずにいたが、2009年に滋賀医科大学の学園祭ライブで「心が女性」とカミングアウトした。本人の予想に反し励ましの声が多く、これを機に自分が好きになり明るくなっていく。ホルモン療法を経て、2010年に性別適合手術を受ける。同年「麻倉ケイト」として活動を再開する。2012年には自叙伝『五十六億七千万』を出版している。
ニューハーフの花嫁モデルとしても活動し、2015年3月からは初音ミクのコスプレで活動。海外からもオファーがかかるようになる。2017年にはラオスで日本大使館が主催したイベント「Cool&Kawaii Japan」でも活躍。さらにロジャー・コーマンの映画「ピラニア・イン・ジャパン」でオーディションに合格し、ハリウッドでの女優デビューを決めた（ただし、コロナ禍でクランクインが延期となっている）。

### LGBT支援活動の展開
また、性同一性障害の当事者として一般・教員向けの講演もこなすようになる。講演では自身の実体験や悩みを語るとともに、「自分らしく」生きることを訴えている。2017年にはLGBT、特にトランスジェンダーをサポートする一般社団法人「LGB.T」を立ち上げ、代表に就任した。同年12月には、大阪府と近畿大学による官学連携のLGBT啓発イベントで、ゆしんと共にトークショーを実施した。
また、2018年にLGB.Tは桃の節句と端午の節句の中間である4月4日を「チューリップデー」と名付け、イベントを主催する。同イベントは2019年も同日になんばHatchで開催したが、2020年はCOVID-19の影響で9月に延期になった（2023年には大阪府住吉区で開催）。一方で株式会社 Lean on meが制作するLGBT理解のeラーニングコンテンツにも、共同開発者として協力した。
さらにLGB.Tは長崎のプロデュースによる下着「UNILALE」（ユニラーレ）を制作し、2019年に発表。MTF（Male To Female）向けのショーツは骨盤の細さを補って女性らしいシルエットを出すようになっており、FTM（Female To Male）向けのシャツとボクサーパンツはバストやヒップを抑圧し、ウエストにはパッドを入れて男性的なフォルムに近づくようにしている。

### 長崎アンナとして
改名して2021年現在は「長崎アンナ」として活動（本名は「新宅アンナ」）。大木ミノルが制作総指揮を務める映画「Super Apartment Wife」では、長崎が脚本・監督・主演を務める。同作は2021年9月よりAmazon Primeで配信され、同年9月16日から20日にはゆうばり国際ファンタスティック映画祭2021で公開された。
さらに監督・脚本・主演を務める「SUPER APARTMENT WIFE～奥様はゴーレム」を制作し、2021年12月に完成試写会を実施。同作には川上祐、笠原康哉らが出演し、2022年10月10日に京都国際映画祭で公開した。2023年にも監督・脚本・主演で「恋はパンとミルクのほとり」を制作。第33回ゆうばり国際ファンタスティック映画祭にも出品され、同年11月からシネマノヴェチェントやシアターセブンで公開。

## 映画作品
- 2021年「スーパーアパートメントワイフ」- 監督・脚本・主演[36][37][38]（制作総指揮は大木ミノル[36]）
- 2022年「SUPER APARTMENT WIFE～奥様はゴーレム」- 監督・脚本・主演[27][40]
- 2023年「恋はパンとミルクのほとり」- 監督・脚本・主演[41][42]

## 知的所有権

### 著書
- 『五十六億七千万』 光文社、2012年9月、ISBN 9784334977146、NCID BB11140931。

### 楽曲
- 「CRAZY IN LOVE」 - 作詞・作曲 麻倉ケイト[13]。

### DVD
- 『スーパーアパートメントワイフ』WHDジャパン、2021年9月、JAN 4571244178474。

### 意匠権
- 意匠登録第1684388号「ブラジャー用パッド」2021年4月9日登録（意願2020-10888、2020年6月2日出願）[43][注 5]